# Torrent de na Joanota
El torrent de na Joanota és un petit torrent que recorre el terme municipal de Llucmajor, Mallorca, de nord a sud. Neix en terres de l'antiga possessió de Ferrutxelles, actualment Son Marió, amb aigües del torrent de Ferrutxelles i altres petits cursos d'aigua. Travessa el nucli urbà de Llucmajor pel seu costat de ponent, passant pel barri de na Joanota, del qual n'ha pres el nom. Aquesta part té una longitud d'uns 1 800 m, després té un tram prou indefinit per a, finalment, vessar les seves aigües en el torrent d'Alfàbia.